# Obléhání Karlštejna husity
Obléhání Karlštejna trvalo od 20. května nebo 28. května do 8. listopadu 1422. Husitské vojsko pražanů oblehlo hrad Karlštejn a neúspěšně se ho pokoušelo dobýt. Na pomoc obleženému Karlštejnu byla v Norimberku svolána křížová výprava, její účastníci ale do bojů vůbec nezasáhli a výprava se rozpadla. Po neúspěšném obléhání uzavřely znesvářené strany roční příměří.

## Předcházející události
Hrad Karlštejn byl v držení přívženců Zikmuda a již od roku 1420 byla posilována jeho posádka. Na hrad se také v roce 1421 přesunula část posádky Pražského hradu. Byl tak vytvořen opěrný bod katolíků ve Středních Čechách. V době obléhání už na hradě pravděpodobně nebyly korunovační klenoty, které odsud byly odvezeny v době Zikmundovy korunovace. Před vlastním obléháním se husité neúspěšně pokusili zmocnit zásob v podhradí. 

## Obléhání
Koncem května 1422 pražští husité s polskými oddíly obsadili okolní kopce. Následně začali budovat zátarasy na okolních cestách a připravovali postavení pro palné zbraně. Třetího dne započali ostřelování hradu. K dispozici měli pět velkých děl, pět praků, několik srubnic a tarasnic. Během ostřelování bylo zničeno několik děl. Ta se roztrhla vlivem použití velkých nábojů a velkého množství střelného prachu. Střelba hrad výrazně nepoškodila a tak bylo vydáno nařízení svážet z Prahy fekálie, a ty poté byly vrhány v sudech do hradu. V červenci byl husity také otráven potok, který byl zdrojem pitné vody pro hradní posádku. Teprve až v září k vojsku dorazil Zikmund Korybutovič. Koncem měsíce bylo uzavřeno třídenní příměří. Na začátku října odtáhla velká část husitského vojska. Korybutovič se vrátil do Prahy potlačit vzpouru radikálních husitů. V Norimberku byla kardinálem Castiglione svolána křížová výprava na pomoc Karlštejnu. Již oslabené husitské vojsko pod hrozbou příchodu nepřátelské pomoci provedlo 22. října poslední pokusy o dobytí hradu. Všechny byly neúspěšné. Následně proběhlo ještě několik menších potyček. V listopadu pak bylo uzavřeno roční příměří.
Během obléhání vystřelili husité na Karlštejn 9 032 velkých kamenů, asi 1813 sudů s fekáliemi a 22 soudků s ohněm. Posádka hradu chránila střechy a dřevěná patra před zničením pokládáním proutí, které se ještě prokládalo kůžemi.

## Důsledky
Uzavřené příměří obsahovalo podmínky pro obě strany. Karlštejnští nesměli opravovat poničený hrad, měnit velikost posádky a vojensky pomáhat Zikmundovi při jeho případném tažení do Čech. Husité zase nesměli změnit polohu v okolí hradu, přičemž v té době již ztratili některá svá původně zaujatá postavení. Křížová výprava, kterou tvořily především jednotky markrabětů braniborského a míšenského, se rozpadla krátce po překročení českých hranic. Korybutovič se od Karlštejna vracel do Prahy ještě před uzavřením příměří. Po návratu do Prahy řešil povstání radikálních husitů. Zkonfiskoval jim majetek a dal popravit pět radikálů, kteří se účastnili útoku na vězení Staroměstské radnice, tím se jeho pozice ještě více oslabila. V kombinaci s politikou Polsko-litevské unie to předznamenalo jeho první odchod z Českých zemí.